# Yining
Cette page contient des caractères spéciaux ou non latins. S’ils s’affichent mal (▯, ?, etc.), consultez la page d’aide Unicode.
Pour les articles homonymes, voir Ghulja.
Yining (chinois : 伊宁 ; pinyin : Yīníng), (en kazakh : قۇلجا, Ghulja, en ouïghour : غۇلجا, Ğulca), est le chef-lieu de la préfecture autonome kazakhe d'Ili, située dans la région autonome ouïghoure du Xinjiang, en Chine.
Du XIIIe au XVe siècle, la ville proche d'Almaliq ou Almalik ou Almaligh (阿力麻里, Ālìmálǐ ; Алмалык, à ne pas confondre avec Almalyk en Ouzbékistan) fut la capitale du khanat de Djaghataï (vers 1220 – 1334).
Cette ville fut elle-même la capitale du khanat dzoungar (XVIIe siècle — 1756), connue alors sous le nom de Ghulja ou Kulja.

## Géographie
La ville est située sur la rive droite de l'Ili, une rivière qui se jette dans le lac Balkhach au Kazakhstan.

## Transports

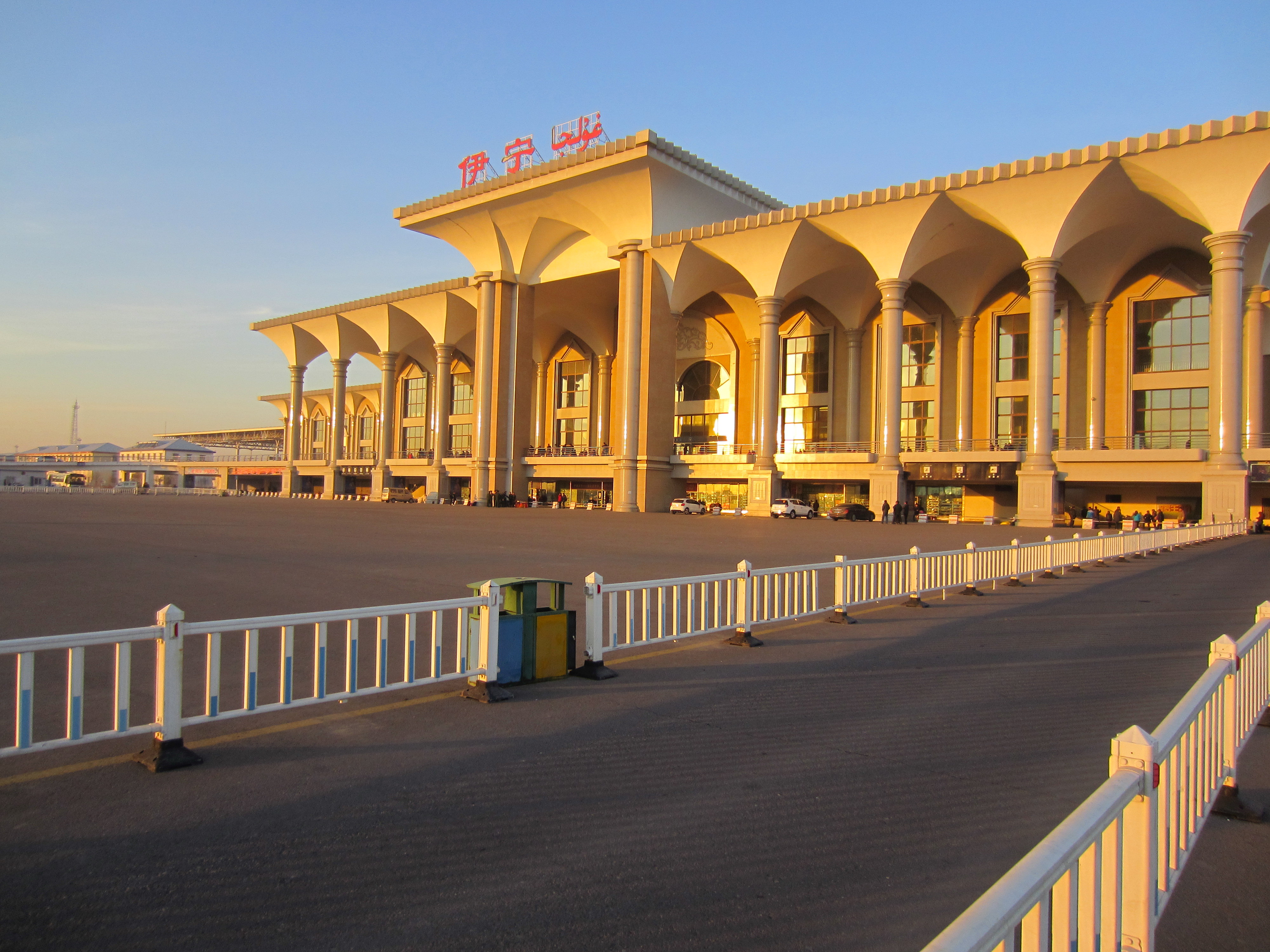
Gare ferroviaire de Yining

L'aéroport de Yining est situé à 3 km au nord de la ville et permet de se rendre à Urumqi.
La gare ferroviaire, est située sur la ligne reliant Urumqi à Khorgos, à la frontière avec le Kazakhstan.

## Démographie
La population du district était de 334 372 habitants en 1999.

## Histoire

### Dynastie Yuan
En 1269, Qaïdu, aidé par la Horde d'or chassent Barak (1266-1271) de la région. Qaïdu s'y installe et offre la Transoxiane à Barak en signe de paix.
Du XIIIe au XVe siècle, la ville d'Almaligh (阿力麻里, Ālìmálǐ ; Алмалык, nom donné également aujourd'hui à une ville d'Ouzbékistan), sur son territoire, proche de la frontière avec le Kazakhstan, fut la capitale du khanat de Djaghataï (vers 1220 – 1334).

### Khanat dzoungar
La ville, sous le nom de Ghulja ou Kulja, était la capitale du Khanat dzoungar (XVIIe siècle — 1756), un khanat de Mongols Oïrats établis sur la région.

### Dynastie Qing

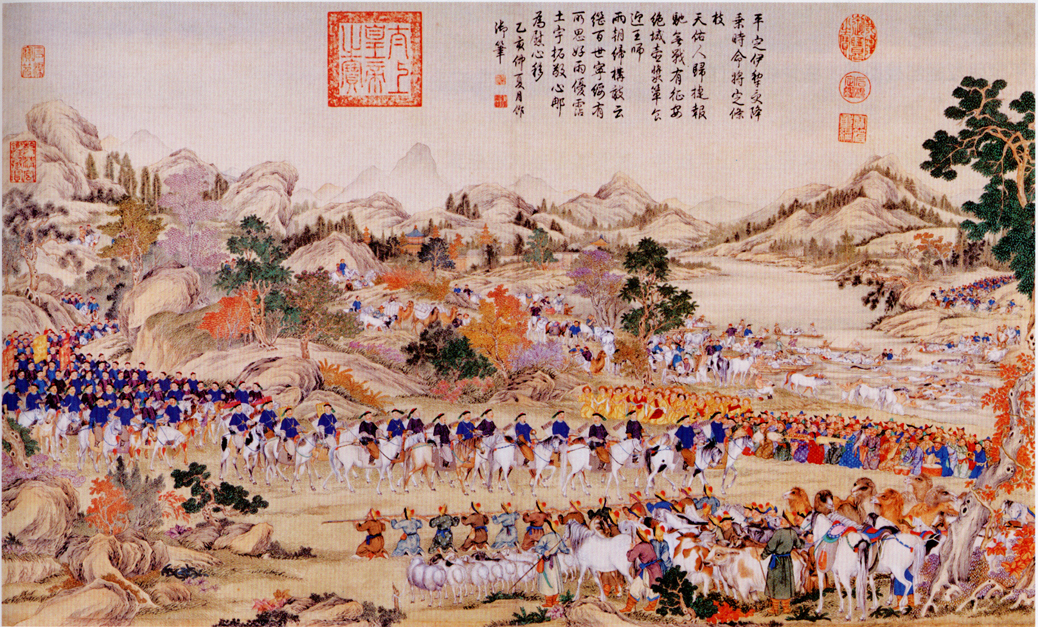
Les Dzoungars se rendent à l'armée mandchoue en 1755

En 1755, le général mongol Bandi, guidé par Amoursana pour le compte de l'empereur Mandchou Qianlong, partent de Barkul (Bulaihai) et marchèrent sur Ily. Des villes y furent alors construites et les agriculteurs ouighours encouragés à cultiver au Nord du Tianshan . Les Dzoungars se rendent aux armées chinoises des Qing, au bord de la rivière Ili.
Le 6 août 1851, la Chine impériale de la Dynastie Qing (1644 – 1912), mandchoue y signe avec l'Empire russe (1721 – 1917) le traité de Goulja.

### République de Chine
Pendant la rébellion Ili, l'officier musulman hui Liu Bin-Di engage un combat contre des rebelles musulmans turcs au service des soviétiques et furent tués au combat en novembre 1944 à Yining (Gulja).

### République populaire de Chine

#### L'« incident de Yining » (février 1997)
Les 5 et 7 février 1997, début de ramadan, la ville a été le théâtre d'une répression sanglante d'un mouvement pacifiste de jeunes Ouïgours qui protestaient contre l'arrestation de 30 religieux dont ils faisaient l'objet dans la province par rapport aux Chinois hans. On parle de l'incident de Yining.
L'attentat des bus publics du 25 février à Urumqi suivit. À 18 h 30, le 25 février 1997, trois bombes explosèrent dans les bus publics de la ville faisant 9 morts dont 3 enfants et 97 blessés. Une quatrième posée dans la gare ne détona pas,.

## Lieux et monuments
Édifices religieux

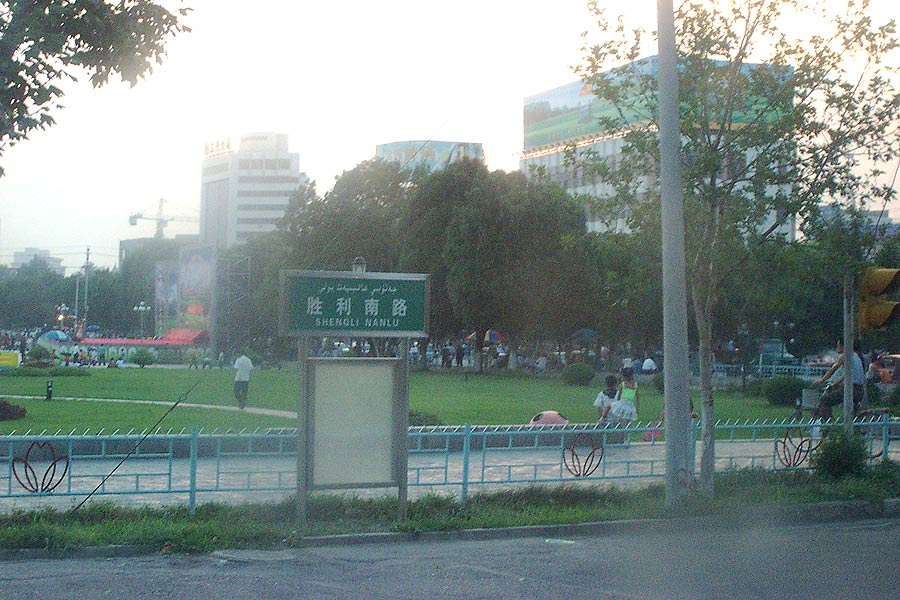
un parc à Yining

- La mosquée Baitula (zh) (拜图拉清真寺), plus ancienne mosquée de la ville, construite en 1773 avec l'aide du gouvernement chinois des Qing.
- La Mosquée Tata'er (zh) (伊宁塔塔尔寺).
- La Grande Mosquée du Shaanxi (zh) (伊宁陕西大寺).

- Ancien site du gouvernement de la révolution des trois districts où était situé le gouvernement qui a tenu la Seconde République (Turkestan oriental). Un musée de la commémoration de la l'histoire de la révolution des trois districts du Xinjiang (新疆三区革命历史纪念馆) à également été construit en 1957, dans le parc du peuple (人民公园) de Yining.

## Personnalités liées
- Xu Xing (1969-), paléontologue.
- Gulbahar Haitiwaji (1966-).